# (26857) Veracruz
(26857) Veracruz est un astéroïde de la ceinture principale.

## Description
(26857) Veracruz est un astéroïde de la ceinture principale. Il fut découvert le 19 février 1993 à l'observatoire de Haute-Provence par Eric Walter Elst. Il présente une orbite caractérisée par un demi-grand axe de 2,36 UA, une excentricité de 0,26 et une inclinaison de 6,2° par rapport à l'écliptique.

## Compléments